# グレートソルト湖
グレートソルト湖（グレートソルトこ、英: Great Salt Lake）は、アメリカ合衆国ユタ州の北部にある、西半球最大の塩水湖であり、五大湖と太平洋との間にある湖としても最大である。アメリカ地質調査所によると、2022年時点の湖水面積は2600平方キロメートル以下で、1986年の約6000平方キロメートルから大きく縮小している。大塩湖（だいえんこ）やグレートソルトレイクと表記されることもある。
湖内にはアンテロープ島、スタンスベリー島、フリモント島といった島がある。
更新世には巨大な淡水湖ボンネビル湖の一部だった。

## 流入河川と湖水縮小問題
以下の3つの河川が注ぎ込んでいる。すなわちユインタ山地に端を発し北東から注ぐベア川、同じくユインタ山地から東側に注ぐウィーバー川、そしてユタ湖から南東部に注ぐジョルダン川である。流出河川はなく、湖面からの蒸発もあるため、湖水の塩分濃度は高い場所では30％近くあり、海水（約3％）よりはるかに高い。
流入河川からの農業用水などの取水による流入量減少、地球温暖化に伴う蒸発量の増大などにより湖水の縮小が続き湖が消失する可能性すら予測されており、ユタ州政府は水利用の効率化や専任の理事職の設置などで対策を進めている。湖水のミネラル分が多いため、かつての湖底の露出が広がると、有害な鉱物を含んだ砂塵が飛散することが懸念されている。
最低水位記録は2020年まで1963年10月に記録された約1277.5mだったが、アメリカ合衆国西部の気候変動に起因する大旱魃により、2021年・2022年に2年連続で更新されている（2022年7月3日時点の最低記録は約1277.1m）。

## 生態系
塩分濃度が高いため、水中動物はアルテミアと呼ばれる節足動物しか生息しない。これはブラインシュリンプとも呼ばれ、小魚の飼料として50カ国以上に輸出されている。また年間1000万羽以上の渡り鳥が飛来する。

## 周辺
自然の地形としては、南にオカー山脈がある。
西部開拓時代における湖の「発見」は1824年とされている。湖の東側、ワサッチ山脈の間にユタ州の州都ソルトレイクシティが築かれた。湖岸には湖水浴場がある。北および西側には人口密集地がない。
1903年、湖を東西に横切る木橋が開通し（ルーシン短絡線）、アメリカ大陸横断鉄道が通っている。その後、木橋は廃止され、1950年代に築堤が建設された。そのため、南北で塩分濃度が異なる。北西部は川が流れ込んでいないため平均より湖水の塩分濃度が高い。ベア川の河口部は淡水湖に近い区画がある。